# Puntate di Wikiradio
Quella che segue è un elenco parziale delle puntate andate in onda su Rai Radio 3 della trasmissione Wikiradio. Le puntate sono state (dato aggiornato al 28 luglio 2021) 2412.

## 2011

### Ottobre
- Loretta Napoleoni, La crisi economica del 29 (in onda il 24/10/2011)
- Costantino D'Orazio, Pablo Picasso (in onda il 25/10/2011)
- Marcello Flores, La strage al teatro Dubrovka di Mosca (in onda il 26/10/2011)
- Patrizia Giancotti, Lula (in onda il 27/10/2011)
- Massimo Teodori, La crisi dei missili a Cuba (in onda il 28/10/2011)
- Michelguglielmo Torri, Indira Gandhi (in onda il 31/10/2011)

### Novembre
- Massimo Raffaeli, Mario Rigoni Stern (in onda il 01/11/2011)
- Emiliano Morreale, Luchino Visconti (in onda il 02/11/2011)
- Marcello Flores, Laika: un cane sulla luna (in onda il 03/11/2011)
- Eric Salerno, Yitzhak Rabin (in onda il 04/11/2011)
- Marcello Flores, La rivoluzione d'ottobre (in onda il 07/11/2011)
- Feruccio Marotti, Emma Gramatica (in onda il 08/11/2011)
- Paolo Soldini, La caduta del muro di Berlino (in onda il 09/11/2011)
- Marco Andaldo, Ataturk (in onda il 10/11/2011)
- Eric Salerno, Yasser Arafat (in onda il 11/11/2011)
- Enrico Menduni, La BBC (in onda il 14/11/2011)
- Ernesto Ferrero, La casa editrice Einaudi (in onda il 15/11/2011)
- Bruno Arpaia, José Saramago (in onda il 16/11/2011)
- Paolo Soldini, La rivoluzione di velluto (in onda il 17/11/2011)
- Emiliano Morreale, La prima di Ben Hur (in onda il 18/11/2011)
- Goffredo Fofi, Leonardo Sciascia (in onda il 21/11/2011)
- Massimo Teodori, John Fitzgerald Kennedy (in onda il 22/11/2011)
- Enrico Menduni, Life (in onda il 23/11/2011)
- Stefano Vella, L'AIDS (in onda il 24/11/2011)
- Alessandra Gissi, Le sorelle Mirabal (in onda il 25/11/2011)
- Marcello Flores, La conferenza di Teheran (in onda il 28/11/2011)
- Emiliano Morreale, Mario Monicelli (in onda il 29/11/2011)
- Giorgio Manzi, Il ritrovamento di Lucy (in onda il 30/11/2011)

### Dicembre
- Alessandro Portelli, Martin Luther King (in onda il 01/12/2011)
- Salvatore Lupo, Leonardo Vitale, il primo pentito di mafia (in onda il 02/12/2011)
- Goffredo Fofi, Pietro Germi (in onda il 05/12/2011)
- Alessandra Gissi, La prima manifestazione femminista (in onda il 06/12/2011)
- Angelo Foletto, La Scala di Milano (in onda il 07/12/2011)
- Enrico Deaglio, Il colpo di Stato Borghese (in onda il 08/12/2011)
- Anna Foa, Il processo ad Adolf Eichmann (in onda il 09/12/2011)
- Alberto Campo, Frank Sinatra (in onda il 12/12/2011)
- Marcello Flores, Il golpe del Generale Jaruzelski (in onda il 13/12/2011)
- Nicole Janigro, Gli accordi di Dayton (in onda il 14/12/2011)
- Carlo D'Amicis, La pallacanestro (in onda il 15/12/2011)
- Federico Rampini, La rivoluzione culturale cinese (in onda il 16/12/2011)
- Massimo Raffaeli, Italo Svevo (in onda il 19/12/2011)
- Daniela Minerva, Il caso Welby (in onda il 20/12/2011)
- Stefano Poggi, Biancaneve e i sette nani (in onda il 21/12/2011)
- Anna Foa, L'affare Dreyfus (in onda il 22/12/2011)
- Emiliano Morreale, Il buono, il brutto, il cattivo di Sergio Leone (in onda il 23/12/2011)

## 2012

### Gennaio
- Nadia Fusini, Virginia Woolf (in onda il 09/01/2012)
- Marcello Flores, Trattato di Versailles (in onda il 10/01/2012)
- Alberto Campo, Paul Simon (in onda il 11/01/2012)
- Goffredo Fofi, Vasco Pratolini (in onda il 12/01/2012)
- Nicole Janigro, Tito (in onda il 13/01/2012)
- Mario Maffi, Il proibizionismo (in onda il 16/01/2012)
- Feruccio Marotti, Il giardino dei ciliegi (in onda il 17/01/2012)
- Carlo D'Amicis, Luciano Re Cecconi (in onda il 18/01/2012)
- Farian Sabahi, La crisi degli ostaggi in Iran (in onda il 19/01/2012)
- Michele Sarfatti, La conferenza di Wannsee (in onda il 20/01/2012)
- Massimo Teodori, La fine della guerra in Vietnam (in onda il 23/01/2012)
- Enrico Deaglio, Gianni Agnelli (in onda il 24/01/2012)
- Claudio Vercelli, Ben Gurion (in onda il 25/01/2012)
- Gabriele Ranzato, La caduta di Barcellona (in onda il 26/01/2012)
- Enrico de Angelis, Luigi Tenco (in onda il 27/01/2012)
- Alberto Campo, L'ultimo concerto dei Beatles (in onda il 30/01/2012)
- Franco La Cecla, Il Centre Pompidou, (in onda il 31/01/2012)

### Febbraio
- Alessandra Comazzi, La televisione a colori (in onda il 01/02/2012)
- Paola Splendore, Nelson Mandela (in onda il 02/02/2012)
- Albertina Vittoria, Lo scioglimento del PCI (in onda il 03/02/2012)
- Emiliano Morreale, François Truffaut (in onda il 06/02/2012)
- Roberto Bertinetti, Charles Dickens (in onda il 07/02/2012)
- Umberto Gentiloni, Il Watergate (in onda il 08/02/2012)
- Carlo D'Amicis, La Coppa Davis (in onda il 09/02/2012)
- Ferruccio Marotti, Bertolt Brecht (in onda il 10/02/2012)
- Marcello Flores, Alexander Solgenitsin (in onda il 13/02/2012)
- Farian Sabahi, La fatwa contro Salman Rushdie, (in onda il 14/02/2012)
- Frieda Brioschi, YouTube, (in onda il 15/02/2012)
- Gabriele Ranzato, Le elezioni del '36 in Spagna, (in onda il 16/02/2012)
- Guido Crainz, Tangentopoli (in onda il 17/02/2012)
- Patrizia Giancotti, L'incontro di Altamira (in onda il 20/02/2012)
- Mario Maffi, Malcom X, (in onda il 21/02/2012)
- Massimo Raffaeli, Giorgio Bassani', (in onda il 22/02/2012)
- Giuseppe Di Giacomo, Kazimir Malevič, (in onda il 23/02/2012)
- Loris Zanatta, Juan Domingo Perón, (in onda il 24/02/2012)
- Paolo Soldini, L'incendio del Reichstag (in onda il 27/02/2012)
- Roberto Bertinetti, Henry James (in onda il 28/02/2012)
- Alessandro Portelli, L'Oscar a Hattie McDaniel (in onda il 29/02/2012)

### Marzo
- Alberto Campo, Jim Morrison (in onda il 01/03/2012)
- Tommaso Pincio, Philip Dick (in onda il 02/03/2012)
- Massimo Raffaeli, Ennio Flaiano (in onda il 05/03/2012)
- Angelo Foletto, La prima della Traviata (in onda il 06/03/2012)
- Patrizia Pistagnesi, Anna Magnani (in onda il 07/03/2012)
- Annamaria Tagliavini, L'8 marzo (in onda il 08/03/2012)
- Pino Cacucci, Pancho Villa (in onda il 09/03/2012)
- Maurizio Torrealta, Radio Alice (in onda il 12/03/2012)
- Giorgio Manzi, Il ritrovamento del cranio di Ceprano (in onda il 13/03/2012)
- Gianfranco Salvatore, Charlie Parker (in onda il 14/03/2012)
- Marcello Flores, Michail Gorbaciov (in onda il 15/03/2012)
- Alessandro Portelli, La strage di My Lai in Vietnam (in onda il 16/03/2012)
- Giovanni Bianconi, L'omicidio di Marco Biagi (in onda il 19/03/2012)
- Carlo D'Amicis, La Coppa Rimet (in onda il 20/03/2012)
- Frieda Brioschi, Twitter (in onda il 21/03/2012)
- Francesco Ballo, I fratelli Lumiere (in onda il 22/03/2012)
- Alessandra Tarquini, I Fasci di combattimento (in onda il 23/03/2012)
- Andrea Sangiovanni, Guglielmo Marconi (in onda il 26/03/2012)
- Marcello Flores, Nichita Kruschiov (in onda il 27/03/2012)
- Massimo Zucchetti, L'incidente di Three Miles Island (in onda il 28/03/2012)
- Massimo Teodori, Il caso Rosenberg (in onda il 29/03/2012)
- Costantino D'Orazio, Van Gogh (in onda il 30/03/2012)

### Aprile
- Marco Ansaldo, La morte di Papa Wojtyla (in onda il 02/04/2012)
- Umberto Gentiloni, Piano Marshall (in onda il 03/04/2012)
- Frieda Brioschi, La Microsoft (in onda il 04/04/2012)
- Roberto Bertinetti, Oscar Wilde (in onda il 05/04/2012)
- Azra Nuhefendic, L'assedio di Sarajevo (in onda il 06/04/2012)
- Patrizia Pistagnesi, Amarcord (in onda il 09/04/2012)
- Donatello Bellomo, Il Titanic (in onda il 10/04/2012)
- Massimo Raffaeli, Primo Levi (in onda il 11/04/2012)
- Gilberto Corbellini, Il vaccino della Polio (in onda il 12/04/2012)
- Giuseppe Di Giacomo, Samuel Beckett (in onda il 13/04/2012)
- Patrizia Pistagnesi, Charlie Chaplin (in onda il 16/04/2012)
- Alessandro Portelli, Il rastrellamento del Quadraro (in onda il 17/04/2012)
- Carlo Rovelli, Albert Einstein (in onda il 18/04/2012)
- Costantino D'Orazio, La Biennale di Venezia (in onda il 19/04/2012)
- Giulio Peruzzi, Pierre e Marie Curie (in onda il 20/04/2012)
- Alberto Campo, Elvis Presley (in onda il 23/04/2012)
- Antonia Arslan, Il genocidio Armeno (in onda il 24/04/2012)
- Sergio Luzzatto, Il 25 Aprile (in onda il 25/04/2012)
- Giuspeppe Di Giacomo, Ludwig Wittgenstein (in onda il 26/04/2012)
- Emanuela Audisio, Le Olimpiadi di Londra (in onda il 27/04/2012)
- Loris Zanatta, Le madri di Plaza de Mayo (in onda il 30/04/2012)

### Maggio
- Andrea Sangiovanni, Il 1 Maggio (in onda il 01/05/2012)
- Loretta Napoleoni, La moneta unica (in onda il 02/05/2012)
- Alberto Campo, James Brown (in onda il 03/05/2012)
- Roberto Bertinetti, Margaret Thatcher (in onda il 04/05/2012)
- Carlo D'Amicis, La finale Nantes-Calais (in onda il 07/05/2012)
- Gian Luca Favetto, Gilles Villeneuve (in onda il 08/05/2012)
- Claudio Fava, Peppino Impastato (in onda il 09/05/2012)
- Massimo Teodori, J. Edgar Hoover (in onda il 10/05/2012)
- Claudia Salaris, Il manifesto della letteratura futurista (in onda il 11/05/2012)
- Angelo Foletto, Lo schiaffo di Toscanini (in onda il 14/05/2012)
- Ana De Vidovich, Mikhail Bulgakov (in onda il 15/05/2012)
- Luca Bandirali, Giuseppe De Santis (in onda il 16/05/2012)
- Vittorio Lingiardi, La giornata mondiale contro l'omofobia (in onda il 17/05/2012)
- Helena Janeczek, La battaglia di Montecassino (in onda il 18/05/2012)
- Massimo Raffaeli, Carlo Emilio Gadda (in onda il 21/05/2012)
- Luca Zevi, Il quartiere dell'EUR (in onda il 22/05/2012)
- Mario Maffi, Bonnie e Clyde (in onda il 23/05/2012)
- Bruna Bianchi, La dichiarazione di guerra dell'Italia all'Austria-Ungheria (in onda il 24/05/2012)
- Jaime D'Alessandro, Guerre stellari (in onda il 25/05/2012)
- Miguel Gotor, L'assassinio di Walter Tobagi (in onda il 28/05/2012)
- Angelo Foletto, La prima de La Sagra Della Primavera di Igor Strawinsky (in onda il 29/05/2012)
- Fernando Acitelli, Agostino Di Bartolomei (in onda il 30/05/2012)
- Francesco Ballo, Clint Eastwood (in onda il 31/05/2012)

### Giugno
- Luca Raffaelli, Superman (in onda il 01/06/2012)
- Umberto Gentiloni, La liberazione di Roma (in onda il 04/06/2012)
- Marco Del Corona, La protesta di Piazza Tienanmen (in onda il 05/06/2012)
- Roberto Bertinetti, George Orwell (in onda il 06/06/2012)
- Alberto Campo, I Sex Pistols (in onda il 07/06/2012)
- Daria Galateria, Marguerite Yourcenar (in onda il 08/06/2012)
- Antonella Anedda, Anna Achmatova (in onda il 11/06/2012)
- Massimo Raffaeli, Sandro Penna (in onda il 12/06/2012)
- Gian Luca Favetto, La prima Coppa dei Campioni vinta dal Real Madrid (in onda il 13/06/2012)
- Loris Zanatta, La guerra delle Falkland (in onda il 14/06/2012)
- Luca Raffaelli, Hugo Pratt (in onda il 15/06/2012)
- Giorgio Manzi, Charles Darwin (in onda il 18/06/2012)
- Aldo Grandi, Giangiacomo Feltrinelli (in onda il 19/06/2012)
- Patrizia Giancotti, Pina Bausch (in onda il 20/06/2012)
- Roberto Bertinetti, Elisabetta II (in onda il 21/06/2012)
- Paola Splendore, Il primo sbarco di immigrati in Inghilterra (in onda il 22/06/2012)
- Marco Ansaldo, La guerra di Corea (in onda il 25/06/2012)
- Marcello Flores, Il ponte aereo per Berlino (in onda il 26/06/2012)
- Carlo D'Amicis, Mohammed Ali (in onda il 27/06/2012)
- Goffredo Fofi, Danilo Dolci (in onda il 28/06/2012)
- Lutz Klinkhammer, La strage di Civitella Val di Chiana (in onda il 29/06/2012)

### Settembre
- Giuseppe Parlato, L'impresa di Fiume (in onda il 04/09/2012)
- Telmo Pievani, Stephen Jay Gould (in onda il 10/09/2012)
- Loris Zanatta, Salvador Allende (in onda il 11/09/2012)
- Jaime D'Alessandro, Supermario Bros (in onda il 13/09/2012)
- Stefano Feltri, Il fallimento della Lehman Brothers (in onda il 14/09/2012)
- Giulio Giorello, Karl Popper (in onda il 17/09/2012)
- Federico Guglielmi, Jimi Hendrix (in onda il 18/09/2012)
- Giorgio Manzi, La mummia del Similaun (in onda il 19/09/2012)
- Patrizia Pistagnesi, Cesare Zavattini (in onda il 20/09/2012)
- Lirio Abbate, Rosario Livatino (in onda il 21/09/2012)
- Giulio Marcon, La marcia della pace (in onda il 24/09/2012)
- Mario Maffi, William Faulkner (in onda il 25/09/2012)
- Andrea Pinotti, Walter Benjamin (in onda il 26/09/2012)
- Gabriella Gribaudi, Le quattro giornate di Napoli (in onda il 27/09/2012)
- Jaime D'Alessandro, Star Trek (in onda il 28/09/2012)

### Ottobre
- Massimo Raffaeli, Paolo Volponi alla Olivetti (in onda il 01/10/2012)
- Luca Raffaelli, I Peanuts (in onda il 02/10/2012)
- Angelo Bolaffi, La riunificazione tedesca (in onda il 03/10/2012)
- Gian Luca Favetto, Jules et Jim (in onda il 04/10/2012)
- Luca De Biase, Steve Jobs (in onda il 05/10/2012)
- Aldo Garzia, Che Guevara (in onda il 08/10/2012)
- Claudio Vercelli, Oskar Schindler (in onda il 09/10/2012)
- Massimo Raffaeli, Beppe Fenoglio (in onda il 10/10/2012)
- Alessandra Mauro, Dorothea Lange (in onda il 11/10/2012)
- Anton Giulio Mancino, Il Mago di Oz (in onda il 12/10/2012)
- Marinella Correggia, Thomas Sankara (in ond a il 15/10/2012)
- Marcello Flores, Augusto Pinochet (in onda il 16/10/2012)
- Renata Scognamiglio, Hair (in onda il 17/10/2012)
- Vittorio Marchis, Antonio Meucci (in onda il 18/10/2012)
- Giuseppe Parlato, Il decreto Gullo (in onda il 19/10/2012)
- Daria Galateria, Jean-Paul Sartre (in onda il 22/10/2012)
- Marcello Flores, La rivoluzione Ungherese (in onda il 23/10/2012)
- Angelo Foletto, Luciano Berio (in onda il 24/10/2012)
- Marco Belpoliti, Raymond Queneau (in onda il 25/10/2012)
- Giuseppe Parlato, Il ritorno di Trieste all'Italia (in onda il 26/10/2012)
- Paola Splendore, Il processo di riconciliazione in Sudafrica (in onda il 29/10/2012)
- Giuseppe Parlato, La marcia su Roma (in onda il 30/10/2012)
- Gian Luca Favetto, Houdini (in onda il 31/10/2012)

### Novembre
- Luca Raffaelli, Diabolik (in onda il 01/11/201)
- Claudio Vercelli, La dichiarazione Balfour (in onda il 02/11/2012)
- Marco d'Eramo, Barack Obama (in onda il 05/11/2012)
- Nicola Tranfaglia, Enzo Biagi (in onda il 06/11/2012)
- Angela Vettese, Il MOMA di New York (in onda il 07/11/2012)
- David Bidussa, L'arresto di Gramsci (in onda il 08/11/2012)
- Sandro Triulzi, Miriam Makeba (l'ultimo concerto) (in onda il 09/11/2012)
- Marcello Flores, Trotzky (in onda il 12/11/2012)
- Franco Buffoni, Robert Louis Stevenson (in onda il 13/11/2012)
- Anton Giulio Mancino, Pier Paolo Pasolini e il Romanzo delle Stragi (in onda il 14/11/2012)
- Gianfranco Capitta, L'Arialda con la regia di Luchino Visconti (in onda il 15/11/2012)
- Giampiero Vigorito, Tazio Nuvolari (in onda il 16/11/2012)
- Carlo D'Amicis, Pelé (in onda il 19/11/2012)
- Renata Scognamiglio, Cabaret (in onda il 20/11/2012)
- Michela Ponzani, L'eccidio di Pietransieri (in onda il 21/11/2012)
- Ugo Maria Tassinari, Il movimento politico Ordine Nuovo (in onda il 22/11/2012)
- Gian Luca Favetto, Le città invisibili di Italo Calvino (in onda il 23/11/2012)
- Anton Giulio Mancino, Casablanca (in onda il 26/11/2012)
- Stefano Cingolani, Gli accordi di Schengen (in onda il 27/11/2012)
- Angelo Foletto, Sergej Rachmaninov (in onda il 28/11/2012)
- Vittorio Marchis, Il fonografo di Edison (in onda il 29/11/2012)
- Ernesto Assante, I Pink Floyd (in onda il 30/11/2012)

### Dicembre
- Marcello Flores, Il disastro chimico di Bophal (in onda il 03/12/2012)
- Sergio Spada, Il Cotton Club (in onda il 04/12/2012)
- Roberto Bertinetti, Joseph Conrad (in onda il 05/12/2012)
- Stefano Feltri, Il Washington Post (in onda il 06/12/2012)
- Daniele Menozzi, La cancellazione delle reciproche scomuniche del 1054 (in onda il 07/12/2012)
- Mario Maffi, Le avventure di Huckleberry Finn di M. Twain (in onda il 10/12/2012)
- Roberto Bertinetti, Edoardo VIII (in onda il 11/12/2012)
- Farian Sabahi, Reza Pahlavi (in onda il 12/12/2012)
- Marcello Flores, Il massacro di Nanchino (in onda il 13/12/2012)
- Pino Cacucci, Errico Malatesta (in onda il 14/12/2012)
- Luca Raffaelli, I Simpson (in onda il 17/12/2012)
- Giuseppe Parlato, La giornata della "fede" alla Patria (in onda il 18/12/2012)
- Gian Luca Favetto, Guido Gozzano (in onda il 19/12/2012)
- Alfonso Botti, L'attentato a Carrero Blanco (in onda il 20/12/2012)
- Massimo Raffaeli, Piero Calamandrei (in onda il 21/12/2012)
- Alessandra Mauro, Mario Giacomelli (in onda il 24/12/2012)
- Bruna Bianchi, La tregua di Natale del 1914 (in onda il 25/12/2012)
- Francesco Pacifico, Henry Miller (in onda il 26/12/2012)
- Telmo Pievani, Il viaggio di Darwin intorno al mondo (in onda il 27/12/2012)
- Daria Galateria, Cyrano De Bergerac (in onda il 28/12/2012)
- Anton Giulio Mancino, Salvatore Giuliano di Francesco Rosi (in onda il 31/12/2012)

## 2013

### Gennaio
- Umberto Gentiloni, La costituzione italiana (in onda il 01/01/2013)
- Gianni Mura, Fausto Coppi (in onda il 02/01/2013)
- Giuseppe Parlato, Il delitto Matteotti e l'inizio della dittatura fascista (in onda il 03/01/2013)
- Franco Buffoni, Thomas Stearns Eliot (in onda il 04/01/2013)
- Sergio Spada, George Gershwin (in onda il 07/01/2013)
- Telmo Pievani, Alfred Russel Wallace (in onda il 08/01/2013)
- Roberto Bertinetti, Tolkien (in onda il 09/01/2013)
- Paolo Bertetto, Metropolis (in onda il 10/01/2013)
- Patrizia Giancotti, Caetano Veloso (in onda il 11/01/2013)
- Maria Cristina Paciello, Ben Ali (in onda il 14/01/2013)
- Emiliano Morreale, Happy Days (in onda il 15/01/2013)
- Marcello Flores, Jan Palach (in onda il 16/01/2013)
- Angela Vettese, Giacomo Manzù (in onda il 17/01/2013)
- Sergio Spada, L'Esquire Jazz Concert (in onda il 18/01/2013)
- Marinella Correggia, Il Movimento Sem Terra (in onda il 21/01/2013)
- Marcello Flores, Andrei Sakharov (in onda il 22/01/2013)
- Aldo Garzia, L'archivio diaristico nazionale (in onda il 23/01/2013)
- Concetto Vecchio, L'occupazione dell'Università di Trento del 1966 (in onda il 24/01/2013)
- Farian Sabahi, La rivoluzione bianca (in onda il 25/01/2013)
- Marco Belpoliti, La Factory di Warhol (in onda il 28/01/2013)
- Angelo Foletto, John Cage (in onda il 29/01/2013)
- Silvia Calamati, Il "Bloody Sunday" (in onda il 30/01/2013)
- Massimo Raffaeli, Leonardo Sinisgalli (in onda il 31/01/2013)

### Febbraio
- Giorgio Gualerzi, Renata Tebaldi (in onda il 01/02/2013)
- Marcello Flores, La conferenza di Jalta (in onda il 04/02/2013)
- Paolo Bertetto, "Tempi Moderni" di Charlie Chaplin (in onda il 05/02/2013)
- Gian Luca Favetto, Fred Buscaglione (in onda il 06/02/2013)
- Daria Galateria, Emile Zola (in onda il 07/02/2013)
- Stefano Feltri, Il Nasdaq (in onda il 08/02/2013)
- Daria Galateria, Irène Némirovsky, (in onda l'11/02/2013)
- Massimo Raffaeli, Elio Vittorini (in onda il 12/02/2013)
- Angelo Foletto, "Fantasia" di Walt Disney (in onda il 13/02/2013)
- Farian Sabahi, La primavera araba in Bahrain (in onda il 14/02/2013)
- Goffredo Fofi, Totò, (in onda il 15/02/2013)
- Valeria Della Valle, L'Enciclopedia Treccani (in onda il 18/02/2013)
- Massimo Raffaeli, Guido Piovene (in onda il 19/02/2013)
- Lisa Roscioni, La legge Merlin (in onda il 20/02/2013)
- Franco Buffoni, Lord Byron (in onda il 21/02/2013)
- Marcello Flores, Il gruppo di resistenza tedesco 'La rosa bianca' (in onda il 22/02/2013)
- Giorgio Manzi, Il cranio del Circeo (in onda il 25/02/2013)
- John Vignola, Buffalo Bill (in onda il 26/02/2013)
- Sergio Spada, Simon & Garfunkel (in onda il 27/02/2013)
- Aldo Garzia, Olof Palme (in onda il 28/02/2013)

### Marzo
- Massimo Raffaeli, Roberto Roversi (in onda il 01/03/2013)
- Goffredo Fofi, Vittorio De Seta (in onda il 04/03/2013)
- Umberto Gentiloni, Il primo sciopero antifascista alla Fiat Mirafiori (in onda il 05/03/2013)
- Silvano Tagliagambe, La tavola periodica di Mendeleev (in onda il 06/03/2013)
- Daniele Martino, Maurice Ravel (in onda il 07/03/2013)
- Roberto Bertinetti, Arthur Conan Doyle (in onda il 08/03/2013)
- Massimo Cirri, Franco Basaglia (in onda il 11/03/2013)
- Tommaso Pincio, Jack Kerouac (in onda il 12/03/2013)
- Gian Luca Favetto, Kristof Kieslowsky (in onda il 13/03/2013)
- Peter Kammerer, Karl Marx (in onda il 14/03/2013)
- Luca Raffaelli, Mafalda (in onda il 15/03/2013)
- Franco Rizzi, Gli accordi di Evian (in onda il 18/03/2013)
- Raffaele Sardo, Don Peppe Diana (in onda il 19/03/2013)
- Franco Buffoni, James Joyce (in onda il 20/03/2013)
- Stefano Feltri, Paul Marcinkus (in onda il 21/03/2013)
- Patrizia Giancotti, Claude Levi-Strauss (in onda il 22/03/2013)
- Alessandro Leogrande, Rodolfo Walsh (in onda il 25/03/2013)
- Anton Giulio Mancino, Federico Fellini (in onda il 26/03/2013)
- Umberto Gentiloni, Il governo Tambroni (in onda il 27/03/2013)
- Andrea Cortellessa, Amelia Rosselli (in onda il 28/03/2013)
- GianLuca Favetto, Robert Falcon Scott (in onda il 29/03/2013)

### Aprile
- Paola Malanga, I cahiers du cinema (in onda il 01/04/2013)
- Andrea Borgnino, Radio B92 (in onda il 02/04/2013)
- Gino Roncaglia, L'IPad (in onda il 03/04/2013)
- Renata Scognamiglio, Follies (in onda il 04/04/2013)
- Giuseppe Parlato, Il quotidiano "Il Popolo" (in onda il 05/04/2013)
- Roberto Bertinetti, Vita Sackville West (in onda il 08/04/2013)
- John Vignola, Nashville Skyline (in onda il 09/04/2013)
- Susanna Pesenti, Dag Hammarskjold (in onda il 10/04/2013)
- Loris Zanatta, Pablo Neruda (in onda il 11/04/2013)
- Marcello Flores, Yuri Gagarin (in onda il 12/04/2013)
- Daniele Archibugi, Federico Caffè (in onda il 15/04/2013)
- Marcello Flores, La guerra fredda (in onda il 16/04/2013)
- Alessandra Mauro, Robert Capa (in onda il 17/04/2013)
- Edoardo Novelli, Le elezioni politiche del 18 aprile 1948 (in onda il 18/04/2013)
- Alessandro Leogrande, Rocco Scotellaro (in onda il 19/04/2013)
- Sergio Spada, Kind of blue (in onda il 22/04/2013)
- Massimi Raffaeli, Franco Fortini (in onda il 23/04/2013)
- Roberto Bertinetti, Lewis Carrol (in onda il 24/04/2013)
- Silvano Tagliagambe, Il DNA (in onda il 25/04/2013)
- Alessandra Mauro, La Polaroid (in onda il 26/04/2013)
- Donatella Bertozzi, Jean Georges Noverre (in onda il 29/04/2013)
- Edoardo Novelli, Franklin Delano Roosevelt (in onda il 30/04/2013)

### Maggio
- Emilio Gentile, La strage di Portella della Ginestra (in onda il 01/05/2013)
- Franco Buffoni, Tenneessee Williams (in onda il 02/05/2013)
- Marcello Flores, Il Fronte Popolare francese (in onda il 03/05/2013)
- Donatella Bertozzi, Rudolf Nureyev (in onda il 06/05/2013)
- Massimo Raffaeli, Alberto Savinio (in onda il 07/05/2013)
- Angela Vettese, Paul Gauguin (in onda l'8/05/2013)
- Giuseppe Parlato, Vittorio Emanuele III (in onda il 09/05/2013)
- Alessandro Leogrande, Albert Camus (in onda il 10/05/2013)
- Patrizia Giancotti, L'abolizione della schiavitù in Brasile (in onda il 13/05/2013)
- Daniele Martino, Philip Glass (in onda il 14/05/2013)
- Alessandro Leogrande, Carlo Levi (in onda il 15/05/2013)
- Angelo Foletto, Il Teatro La Fenice (in onda il 16/05/2013)
- Paola Malanga, Jean Gabin (in onda il 17/05/2013)
- Franco Buffoni, W.H. Auden (in onda il 20/05/2013)
- Antonio Natali, L'attentato alla Pietà di Michelangelo (in onda il 21/05/2013)
- Farian Sabahi, La riunificazione dello Yemen (in onda il 22/05/2013)
- Anton Giulio Mancino, Z. L'orgia del potere (in onda il 23/05/2013)
- Lirio Abbate, Placido Rizzotto (in onda il 24/05/2013)
- Marco Gisotti, Rachel Carson (in onda il 27/05/2013)
- Mimmo Franzinelli, La strage di Piazza della Loggia a Brescia (in onda il 28/05/2013)
- Donatello Santarone, Sozaboy (in onda il 29/05/2013)
- Massimo Raffaeli, Federigo Tozzi (in onda il 30/05/2013)
- Francesco Ballo, Buster Keaton (in onda il 31/05/2013)

### Giugno
- Massimo Raffaeli, Edoardo Sanguineti (in onda il 03/06/2013)
- Enrico Menduni, La Legge Mammì (in onda il 04/06/2013)
- Marco Gisotti, La conferenza di Stoccolma (in onda il 05/06/2013)
- Emilio Gentile, Il D Day (in onda il 06/06/2013)
- Franco La Cecla, Antoni Gaudi (in onda il 07/06/2013)
- Angelo Foletto, Glenn Gould (in onda il 10/06/2013)
- Emilio Gentile, La Secessione dell'Aventino (in onda il 11/06/2013)
- Emiliano Morreale, Cleopatra (in onda il 12/06/2013)
- Romana Petri, Fernando Pessoa (in onda il 13/06/2013)
- Daria Galateria, André Breton (in onda il 14/06/2013)
- Carlo D'Amicis, Pietro Mennea (in onda il 17/06/2013)
- Franco Buffoni, Percy B. Shelley (in onda il 18/06/2013)
- Patrizia Giancotti, Carlos Castaneda (in onda il 19/06/2013)
- Angela Vettese, Paul Klee (in onda il 20/06/2013)
- Tommaso Pincio, Arthur Miller (in onda il 21/06/2013)
- Massimo Raffaeli, Giovanni Arpino (in onda il 24/06/2013)
- John Vignola, La Battaglia di Little Bighorn (in onda il 25/06/2013)
- Angelo Foletto, La Valchiria (in onda il 26/06/2013)
- Stefano Feltri, Il Bancomat (in onda il 27/06/2013)
- Fabio Cleto, La rivolta di Stonewall (in onda il 28/06/2013)

### Luglio
- Ferruccio Marotti, Il Principe Costante di Jerzy Grotowski (in onda il 01/07/2013)
- Umberto Gentiloni, Nilde Iotti (in onda il 02/07/2013)
- Alessandro Leogrande, Alexander Langer (in onda il 03/07/2013)
- Franco Buffoni, Walt Whitman (in onda il 04/07/2013)
- Renata Scognamiglio, Wanda Landowska (in onda il 05/07/2013)
- Elena Loewenthal, Anna Frank (in onda il 08/07/2013)
- Giovanni De Luna, Sandro Pertini (in onda il 09/07/2013)
- Marco Gisotti, Il disastro ecologico di Seveso (in onda il 10/07/2013)
- Roberto Morozzo della Rocca, Il massacro di Srebrenica (in onda il 11/07/2013)
- Arturo Stalteri, L'esordio dei Rolling Stones (in onda il 12/07/2013)
- Luca Raffaelli, Guido Crepax (in onda il 15/07/2013)
- Sandro Portelli, Il giovane Holden (in onda il 16/07/2013)
- Loris Zanatta, La guerra civile spagnola (in onda il 17/07/2013)
- Daniele Martino, Petr Il'ic Cajkovskij (in onda il 18/07/2013)
- Cristina Comencini, Marilyn Monroe (in onda il 19/07/2013)
- Fabio Cuzzola, La strage di Gioia Tauro (in onda il 22/07/2013)
- Ferruccio Marotti, Paradise Now (in onda il 23/07/2013)
- Franco Buffoni, Vittorio Sereni (in onda il 24/07/2013)
- Emilio Gentile, La caduta del fascismo (in onda il 25/07/2013)
- Aldo Garzia, L'assalto alla Caserma Moncada (in onda il 26/07/2013)
- Marco Gisotti, L'Agenzia Internazionale per l'Energia Atomica (in onda il 29/07/2013)
- Vittorio Marchis, Nikola Tesla (in onda il 30/07/2013)
- Lorenzo Pavolini, Antoine De Saint-Exupery (in onda il 31/07/2013)

### Agosto
- Alessandra Mauro, Luigi Ghirri (in onda il 01/08/2013)
- Giovanni De Luna, La strage di Bologna (in onda il 02/08/2013)
- Chiara Valent, L'abolizione del delitto d'onore e del matrimonio riparatore in Italia (in onda il 05/08/2013)
- Marcello Flores, L'atomica su Hiroshima (in onda il 06/08/2013)
- Marilia Albanese, Tagore (in onda il 07/08/2013)
- Alessandro Leogrande, Lo sbarco della Vlora a Bari (in onda il 08/08/2013)
- Luca Raffaelli, Betty Boop (in onda il 09/08/2013)
- Camilla Miglio, Thomas Mann (in onda il 12/08/2013)
- Paola Malanga, L'intervista di Truffaut a Hitchcock (in onda il 13/08/2013)
- Marcello Flores, Solidarnosc (in onda il 14/08/2013)
- John Vignola, Il Festival di Woodstock (in onda il 15/08/2013)
- Gian Luca Favetto, Lawrence d'Arabia (in onda il 16/08/2013)
- Loris Zanatta, Federico Garcia Lorca (in onda il 19/08/2013)
- Camilla Miglio, Il processo di Francoforte (in onda il 20/08/2013)
- Ernesto Ferrero, Emilio Salgari (in onda il 21/08/2013)
- Alessandra Mauro, Henri Cartier-Bresson (in onda il 22/08/2013)
- Marcello Flores, Sacco e Vanzetti (in onda il 23/08/2013)
- Guido Bulla, La fattoria degli animali di George Orwell (in onda il 26/08/2013)
- Massimo Raffaeli, Giuseppe Ungaretti (in onda il 27/08/2013)
- Alessandro Leogrande, Le Lettere Luterane di Pier Paolo Pasolini (in onda il 28/08/2013)
- Adriano Aprà, Ingrid Bergman (in onda il 29/08/2013)
- John Vignola, John Lennon e Yoko Ono (in onda il 30/08/2013)

### Settembre
- Raffaela Milano, La convenzione ONU sui diritti dell'infanzia e dell'adolescenza (in onda il 02/09/2013)
- Emilio Gentile, L'armistizio di Cassibile (in onda il 03/09/2013)
- Stefano Chiodi, Leo Castelli (in onda il 04/09/2013)
- Marco Boccitto, Bonga Kwenda (in onda il 05/09/2013)
- Elena Lowenthal, La Stella di David (in onda il 06/09/2013)
- Massimo Raffaeli, Cesare Pavese (in onda il 09/09/2013)
- Enrico Menduni, Il primo TG italiano (in onda il 10/09/2013)
- Alessandro Leogrande, Radio Bari (in onda il 11/09/2013)
- Danilo Di Termini, Nina Simone (in onda il 12/09/2013)
- Stefano Feltri, Licio Gelli (in onda il 13/09/2013)
- Alessandro Coppola, Il risanamento del Bronx (in onda il 16/09/2013)
- Elisabetta Tola, Linux (in onda il 17/09/2013)
- Stefano Feltri, Il New York Times (in onda il 18/09/2013)
- Franco Fabbri, L'intervento di Frank Zappa contro il P.M.R.C. (in onda il 19/09/2013)
- Fabio Cleto, Dieci piccoli indiani (in onda il 20/09/2013)
- Raffaele Sardo, L'omicidio di Giancarlo Siani (in onda il 23/09/2013)
- Marilia Albanese, Norodom Sihanouk (in onda il 24/09/2013)
- Renata Scognamiglio, Il musical Evita (in onda il 25/09/2013)
- Massimo Raffaeli, Alberto Moravia (in onda il 26/09/2013)
- Federico Poole, Champollion e la decifrazione dei geroglifici (in onda il 27/09/2013)
- Ferruccio Marotti, Ferai di Eugenio Barba (in onda il 30/09/2013)

### Ottobre
- Marina Miranda, La Repubblica Popolare Cinese (in onda il 01/10/2013)
- Paola Splendore, J.M.Coetzee (in onda il 02/10/2013)
- GianLuca Favetto, Alain Fournier (in onda il 03/10/2013)
- Alessandra Mauro, Nadar (in onda il 04/10/2013)
- Giuseppe Berta, Henry Ford (in onda il 07/10/2013)
- Ernesto Ferrero, Natalia Ginsburg (in onda il 08/10/2013)
- Francesco Ballo, Jacques Tati (in onda il 09/10/2013)
- Farian Sabahi, Shirin Ebadi (in onda il 10/10/2013)
- Edoardo Novelli, La prima Tribuna Elettorale (in onda il 11/10/2013)
- Marcello Fois, Sergio Atzeni (in onda il 14/10/2013)
- Marco Boccitto, Fela Kuti (in onda il 15/10/2013)
- Liliana Picciotto, La razzia degli ebrei romani (in onda il 16/10/2013)
- Camilla Miglio, Ingebor Bachman (in onda il 17/10/2013)
- Ernesto Ferrero, Norberto Bobbio (in onda il 18/10/2013)
- Angela Vettese, Il Guggenheim (in onda il 21/10/2013)
- Alessandro Leogrande, John Reed (in onda il 22/10/2013)
- Massimo Raffaeli, Carlo Cassola (in onda il 23/10/2013)
- Enrico Deaglio, Al Capone (in onda il 24/10/2013)
- Angelo Foletto, Georges Bizet (in onda il 25/10/2013)
- Gianfranco Capitta, Jean Genet (in onda il 28/10/2013)
- Giorgio Pestelli, Georges Brassens (in onda il 29/10/2013)
- Alessandro Portelli, La Guerra dei Mondi (in onda il 30/10/2013)
- Alessandra Tarquini, L'attentato a Mussolini (in onda il 31/10/2013)

### Novembre
- Aldo Nove, Alda Merini (in onda il 01/11/2013)
- Telmo Pievani, Nature (in onda il 04/11/2013)
- Goffredo Fofi, Camilla Cederna (in onda il 05/11/2013)
- Angelo Foletto, Adolphe Sax (in onda il 06/11/2013)
- Antonello Catacchio, Steve McQueen (in onda il 07/11/2013)
- Marco Gisotti, Il referendum sul nucleare in Italia (in onda il 08/11/2013)
- Fabio Cleto, James Bond (in onda il 11/11/2013)
- Filippo La Porta, Roland Barthes (in onda il 12/11/2013)
- Gian Luca Favetto, Moby Dick (in onda il 14/11/2013)
- Franco Buffoni, John Keats (in onda il 15/11/2013)
- Patrizia Pistagnesi, Vittorio De Sica (in onda il 13/11/2013)
- Massimo Raffaeli, Romano Bilenchi (in onda il 18/11/2013)
- Fausto Malcovati, Boris Pasternak (in onda il 22/11/2013)
- Paolo Soldin, Willy Brandt, dal processo di Norimberga alla caduta del muro di Berlino (in onda il 20/11/2013)
- Patrizia Giancotti, Jorge Amado (in onda il 19/11/2013)
- Gian Luca Favetto, I 49 racconti di Ernest Hemingway (in onda il 25/11/2013)
- Sergio Spada, Ella Fitzgerald (in onda il 21/11/2013)
- Massimo Raffaeli, Federico De Roberto (in onda il 26/11/2013)
- Gianluca Podestà, La battaglia di Gondar (in onda il 27/11/2013)
- Paola Malanga, L'age d'or di Luis Bunuel (in onda il 28/11/2013)
- Eric Salerno, La Palestina tra Arabi ed Ebrei (in onda il 29/11/2013)

### Dicembre
- Gaetano Prisciantelli, Il bombardamento di Bari (in onda il 02/12/2013)
- Alessandra Mauro, Tina Modotti (in onda il 03/12/2013)
- Simona Forti, Hannah Arendt (in onda il 04/12/2013)
- Alberto Castelli, Bob Marley (in onda il 05/12/2013)
- Adriana Polveroni, Claude Monet (in onda il 06/12/2013)
- Gilberto Corbellini, Il vaiolo (in onda il 09/12/2013)
- Franco Buffoni, Seamus Heaney (in onda il 10/12/2013)
- Marco Boccitto, Carlos Gardel (in onda il 11/12/2013)
- Enrico Deaglio, La strage di Piazza Fontana (in onda il 12/12/2013)
- Antonello Catacchio, James Dean (in onda il 13/12/2013)
- Alessandro Leogrande, Gaetano Salvemini (in onda il 16/12/2013)
- Vittorio Marchis, Il primo volo aereo dei fratelli Wright (in onda il 17/12/2013)
- Giorgio Manzi, La frode scientifica di Piltdown (in onda il 18/12/2013)
- Massimo Raffaeli, Gianni Brera (in onda il 19/12/2013)
- Umberto Gentiloni, Lo scandalo della Banca Romana (in onda il 20/12/2013)
- Antonello Catacchio, Bette Davis (in onda il 23/12/2013)
- Angelo Foletto, La prima di Aida (in onda il 24/12/2013)
- Ferdinando Taviani, Natale in casa Cupiello (in onda il 25/12/2013)
- Paolo Soldini, La fine dell'URSS (in onda il 26/12/2013)
- Goffredo Fofi, Il Corriere dei Piccoli (in onda il 27/12/2013)
- Roberto Bertinetti, Rudyard Kipling (in onda il 30/12/2013)
- Mimmo Candito, Saddam Hussein (in onda il 31/12/2013)

## 2014

### Gennaio
- Paolo Jachia, Giorgio Gaber (in onda il 01/01/2014)
- Tommaso Pincio, Isaac Asimov (in onda il 02/01/2014)
- Sergio Spada, Aretha Franklin (in onda il 03/01/2014)
- GianLuca Favetto, Osvaldo Soriano (in onda il 06/01/2014)
- Paolo Restuccia, Il 3131 (in onda il 07/01/2014)
- Alessandra Tarquini, Il processo di Verona (in onda il 08/01/2014)
- Daria Galateria, Simone de Beauvoir (in onda il 09/01/2014)
- Alessandra Mauro, Josef Koudelka (in onda il 10/01/2014)
- Massimo Raffaeli, Riccardo Bacchelli (in onda il 13/01/2014)
- Angelo Foletto, La prima di Tosca (in onda il 14/01/2014)
- Carola Susani, Il terremoto del Belice (in onda il 15/01/2014)
- Sergio Spada, Benny Goodman (in onda il 16/01/2014)
- Luca Raffaelli, Braccio di Ferro (in onda il 17/01/2014)
- Fabio Cleto, Hedy Lamarr (in onda il 20/01/2014)
- Marcello Flores, Lenin (in onda il 21/01/2014)
- Roberto Bertinetti, Le sorelle Bronte (in onda il 22/01/2014)
- Angela Vettese, Salvador Dalì (in onda il 23/01/2014)
- Giovanni Bianconi, Guido Rossa (in onda il 24/01/2014)
- Marcello Pezzetti, La liberazione di Auschwitz (in onda il 27/01/2014)
- Leonardo Previ, I mattoncini Lego (in onda il 28/01/2014)
- Vittorio Marchis, Karl Benz (in onda il 29/01/2014)
- Franco Buffoni, Ezra Pound (in onda il 30/01/2014)
- Gian Luca Favetto, La Mole Antonelliana (in onda il 31/01/2014)

### Febbraio
- Luca Scarlini, Sarah Kane (in onda il 03/02/2014)
- Telmo Pievani, Il biologo inglese Haldane (in onda il 04/02/2014)
- Tommaso Pincio, Aldous Huxley (in onda il 05/02/2014)
- Massimo Raffaeli, Silvio D'Arzo (in onda il 06/02/2014)
- Marcello Pezzetti, Josef Mengele (in onda il 07/02/2014)
- Alessandro Leogrande, Giuseppe Di Vittorio (in onda il 10/02/2014)
- Giovanni Anversa, L'Abbé Pierre (in onda il 11/02/2014)
- Umberto Gentil, Abraham Lincoln (in onda il 12/02/2014)
- Daria Galateria, Georges Simenon (in onda il 13/02/2014)
- Telmo Pievani, La pecora Dolly (in onda il 14/02/2014)
- Paolo Mattera, La contestazione degli studenti contro Luciano Lama (in onda il 17/02/2014)
- Igiaba Scego, Toni Morrison (in onda il 18/02/2014)
- Marcello Flores, Il caso Anna Politkovskaja (in onda il 19/02/2014)
- Emanuela Martini, Robert Altman (in onda il 20/02/2014)
- Massimo Raffaeli, Giaime Pintor (in onda il 21/02/2014)
- Gian Luca Favetto, Gigi Meroni (in onda il 24/02/2014)
- Alessandra Tarquini, Benedetto Croce (in onda il 25/02/2014)
- Daria Galateria, Victor Hugo (in onda il 26/02/2014)
- Mimmo Candito, La liberazione del Kuwait (in onda il 27/02/2014)
- Marcello Flores, La rivolta dei marinai di Kronstadt (in onda il 28/02/2014)

### Marzo
- Rinaldo Rinaldi, Georges Perec (in onda il 03/03/2014)
- Alessandro Leogrande, Ibrahim Rugova (in onda il 04/03/2014)
- Paolo Soldini, Rosa Luxemburg (in onda il 05/03/2014)
- Angelo Foletto, Cathy Berberian (in onda il 06/03/2014)
- Massimo Raffaeli, Vitaliano Brancati (in onda il 07/03/2014)
- Vittorio Marchis, Alexander Graham Bell (in onda il 10/03/2014)
- Ana Karina Rossi, Astor Piazzolla (in onda il 11/03/2014)
- Franco Buffoni, Mario Mieli (in onda il 12/03/2014)
- Albertina Vittoria, Enrico Berlinguer (in onda il 13/03/2014)
- Goffredo Fofi, Ada Gobetti (in onda il 14/03/2014)
- Marcella Emiliani, Golda Meir (in onda il 17/03/2014)
- Alessandra Tarquini, Galeazzo Ciano (in onda il 18/03/2014)
- Tommaso Pincio, Arthur C. Clarke (in onda il 19/03/2014)
- Maurizio Torrealta, L'omicidio di Ilaria Alpi e Miran Hrovatin (in onda il 20/03/2014)
- Vittorio Marchis, Alcatraz (in onda il 21/03/2014)
- Roberto Morozzo della Rocca, L'omicidio di Oscar Romero (in onda il 24/03/2014)
- Loris Zanatta, Il Manifesto di Montecristi (in onda il 25/03/2014)
- Gianluca Favetto, Sarah Bernhardt (in onda il 26/03/2014)
- Giulio Peruzzi, La scomparsa di Ettore Majorana (in onda il 27/03/2014)
- Giuseppe Dierna, Bohumil Hrabal (in onda il 28/03/2014)
- Emiliano Morreale, Il Codice Hays (in onda il 31/03/2014)

### Aprile
- Alessandra Mauro, Il bacio di Doisneau (in onda il 01/04/2014)
- Bruno Berni, Hans Christian Andersen (in onda il 02/04/2014)
- Alessandra Tarquini, L'Opera Nazionale Balilla (in onda il 03/04/2014)
- Sandra Petrignani, Marguerite Duras (in onda il 04/04/2014)
- Daniele Scaglione, Il genocidio in Rwanda (in onda il 07/04/2014)
- Emanuela Martini, I segreti di Twin Peaks (in onda il 08/04/2014)
- Massimo Raffaeli, Giosué Carducci (in onda il 09/04/2014)
- Franco Buffoni, Algernon Charles Swinburne (in onda il 10/04/2014)
- Mario Isnenghi, Piero Jahier (in onda il 11/04/2014)
- Massimo Raffaeli, Louis-Ferdinand Céline (in onda il 14/04/2014)
- Alessandra Tarquini, L'assassinio di Giovanni Gentile (in onda il 15/04/2014)
- Gian Luca Favetto, Stanlio e Ollio (in onda il 16/04/2014)
- Luca Raffaelli, Daffy Duck (in onda il 17/04/2014)
- Angelo Foletto, Ottorino Respighi (in onda il 18/04/2014)
- Patrizia Giancotti, Brasilia, l'invenzione di una capitale (in onda il 21/04/2014)
- Pietro Calissano, Rita Levi Montalcini (in onda il 22/04/2014)
- Angelo Foletto, Sergej Prokofiev (in onda il 23/04/2014)
- Massimo Raffaeli, Gianfranco Contini (in onda il 24/04/2014)
- Patricia Ferreira, La rivoluzione dei Garofani (in onda il 25/04/2014)
- Emiliano Morreale, Cinecittà (in onda il 28/04/2014)
- Franco Buffoni, Konstantinos Kavafis (in onda il 29/04/2014)
- Lirio Abbate, L'omicidio di Pio La Torre (in onda il 30/04/2014)

### Maggio
- Alessandro Leogrande, Ignazio Silone (in onda il 01/05/2014)
- Marcello Flores, La fine del Terzo Reich (in onda il 02/05/2014)
- Francesco Cataluccio, Ryszard Kapuściński (in onda il 05/05/2014)
- Lisa Roscioni, L'incontro Hitler-Mussolini a Roma (in onda il 06/05/2014)
- Antonio Mancinelli, Chanel Nº 5 (in onda il 07/05/2014)
- Luca Scarlini, Il debutto di 'Ricorda con Rabbia' (in onda il 08/05/2014)
- Masolino D'Amico, La prima di "Sei personaggi in cerca d'autore" (in onda il 09/05/2014)
- Stefano Chiodi, La Tate Modern Gallery (in onda il 12/05/2014)
- Stefano Caldirola, Jawaharlal Nehru (in onda il 13/05/2014)
- Oliviero Ponte di Pino, Il Piccolo Teatro di Milano (in onda il 14/05/2014)
- Marcello Flores, La Metropolitana di Mosca (in onda il 15/05/2014)
- Danilo Di Termini, Django Reinhardt (in onda il 16/05/2014)
- Stefano Caldirola, Sonia Gandhi (in onda il 19/05/2014)
- Antonio Mancinelli, La nascita dei Jeans (in onda il 20/05/2014)
- Agnese Grieco, Il processo Baader-Meinhof (in onda il 21/05/2014)
- Franco Buffoni, Harvey Milk (in onda il 22/05/2014)
- Massimo Raffaeli, Paul Nizan (in onda il 23/05/2014)
- Daniele Scaglione, Il National Sorry Day (in onda il 26/05/2014)
- Marco Gisotti, Il disastro ecologico di Minamata (in onda il 27/05/2014)
- Riccardo Noury, Amnesty International (in onda il 28/05/2014)
- Gian Luca Favetto, La conquista dell'Everest (in onda il 29/05/2014)
- Francesco Caccamo, Il movimento Charta 77 (in onda il 30/05/2014)

### Giugno
- Patrizia Dogliani, La nascita della Repubblica Italiana (in onda il 02/06/2014)
- Renata Scognamiglio, Il musical Chicago (in onda il 03/06/2014)
- Gian Luca Favetto, Giacomo Casanova (in onda il 04/06/2014)
- Massimo Raffaeli, Luigi Di Ruscio (in onda il 05/06/2014)
- Mimmo Franzinelli, Italo Balbo (in onda il 06/06/2014)
- Luca Raffaelli, Paperino (in onda il 09/06/2014)
- Patrizia Dogliani, Le prime Elezioni Europee (in onda il 10/06/2014)
- Patrizia Giancotti, Orfeo Negro (in onda il 12/06/2014)
- Goffredo Fofi, Anna Maria Ortese (in onda il 13/06/2014)
- Alessandra Mauro, Richard Avedon (in onda il 16/06/2014)
- Gian Luca Favetto, La Statua della Libertà (in onda il 17/06/2014)
- Stefano Feltri, Roberto Calvi (in onda il 18/06/2014)
- Massimo Raffaeli, Mario Soldati (in onda il 19/06/2014)
- Silvano Tagliagambe, La scoperta del bacillo della peste (in onda il 20/06/2014)
- Marcella Emiliani, Gamal Abdel Nasser (in onda il 23/06/2014)
- Paola Splendore, Fabrizia Ramondino (in onda il 24/06/2014)
- Stefano Catucci, Michel Foucault (in onda il 25/06/2014)
- Franco Buffoni, Mario Praz (in onda il 26/06/2014)
- Patrizia Giancotti, Marina Abramović (in onda il 27/06/2014)
- Tommaso Pincio, Malcom Lowry (in onda il 30/06/2014)

### Luglio
- Daria Galateria, George Sand (in onda il 01/07/2014)
- Alessandra Mauro, Gordon Parks (in onda il 02/07/2014)
- Gabriele Tinti, La vittoria di Jack Johnson (in onda il 04/07/2014)
- Mimmo Franzinelli, I morti di Reggio Emilia (in onda il 07/07/2014)
- Francesco Ballo, Roscoe Arbuckle (in onda il 08/07/2014)
- Loris Zanatta, Mercedes Sosa e il canto dell'identità Argentina (in onda il 09/07/2014)
- David Bidussa, Il Governo di Vichy (in onda il 10/07/2014)
- Elena Lowenthal, Il viaggio della Exodus (in onda il 11/07/2014)
- Massimo Raffaeli, Emilio Cecchi (in onda il 14/07/2014)
- Gian Luca Favetto, Il debutto letterario di Arsene Lupin (in onda il 15/07/2014)
- Alessandro Leogrande, La vittoria di Gino Bartali al Tour de France (in onda il 16/07/2014)
- Danilo Di Termini, Billie Holiday (in onda il 17/07/2014)
- Alberto Melloni, Il dogma dell'infallibilità papale (in onda il 18/07/2014)
- Massimo Raffaeli, Nuto Revelli (in onda il 21/07/2014)
- Daniele Fiorentino, L'America di John Dillinger (in onda il 22/07/2014)
- Giancarlo Ricci, L'interpretazione dei sogni di Sigmund Freud (in onda il 24/07/2014)
- Franco Buffoni, Samuel Taylor Coleridge (in onda il 25/07/2014)
- Riccardo Michelucci, La fine della lotta armata in Irlanda del Nord (in onda il 28/07/2014)
- Francesco Cataluccio, L'addio di Gombrowicz alla sua Polonia (in onda il 29/07/2014)
- Loris Zanatta, Hugo Chavez (in onda il 30/07/2014)
- Walter Passerini, L'abolizione della scala mobile (in onda il 31/07/2014)

### Agosto
- Sergio Spada, Il concerto per il Bangladesh (in onda il 01/08/2014)

### Settembre
- Franco Buffoni, Goodbye to Berlin di Christopher Isherwood (in onda il 01/09/2014)
- Massimo Raffaeli, Giovanni Boine (in onda il 02/09/2014)
- Lirio Abbate, Carlo Alberto Dalla Chiesa (in onda il 03/09/2014)
- Luca Raffaelli, La prima edizione dell'Eternauta (in onda il 04/09/2014)
- Federico Guglielmi, Freddie Mercury (in onda il 05/09/2014)
- Marcello Flores, L'8 settembre (in onda il 08/09/2014)
- Oliviero Ponte di Pino, Max Reinhardt (in onda il 09/09/2014)
- Alessandra Mauro, Felice Beato, fotografo di guerra (in onda il 10/09/2014)
- Claudia Colombati, Theodor Adorno (in onda il 11/09/2014)
- Fabio Martini, La scoperta della grotta di Lascaux (in onda il 12/09/2014)
- Alessandro Leogrande, Manlio Rossi Doria (in onda il 15/09/2014)
- Luca Bandirali, Il primo disco RAP (in onda il 16/09/2014)
- Daniele Fiorentino, La costituzione degli Stati Uniti d'America (in onda il 17/09/2014)
- Marcella Emiliani, Il massacro di Sabra e Chatila (in onda il 18/09/2014)
- Marcello Flores, La battaglia di Stalingrado (in onda il 19/09/2014)
- Mario Maffi, Francis Scott Fitzgerald (in onda il 22/09/2014)
- Mimmo Franzinelli, La Repubblica di Salò (in onda il 23/09/2014)
- Giulio Peruzzi, Bruno Pontecorvo (in onda il 24/09/2014)
- Adriana Polveroni, Mark Rothko (in onda il 25/09/2014)
- Alessandro Leogrande, L'omicidio di Mauro Rostagno (in onda il 26/09/2014)
- Mimmo Franzinelli, La strage di Marzabotto (in onda il 29/09/2014)
- Angelo Foletto, Il Flauto Magico (in onda il 30/09/2014)

### Ottobre
- Marco Rossi-Doria, La nascita della Scuola Media (in onda il 01/10/2014)
- Mimmo Franzinelli, L'album Storia di un Impiegato di Fabrizio De André (in onda il 02/10/2014)
- Massimo Raffaeli, Galvano Della Volpe (in onda il 03/10/2014)
- Peppino Ortoleva, La prima trasmissione ufficiale della Radio Italiana (in onda il 06/10/2014)
- Federico Guglielmi, Augusto Daolio (in onda il 07/10/2014)
- Eduardo Bellingeri, Luigi Squarzina (in onda il 08/10/2014)
- Antonio Martelli, La Battaglia d'Inghilterra (in onda il 09/10/2014)
- Elena Loewenthal, Il primo Kibbutz (in onda il 10/10/2014)
- Telmo Pievani, L'invenzione della Coca Cola (in onda il 13/10/2014)
- Massimo Raffaeli, Henri Barbusse (in onda il 14/10/2014)
- Goffredo Fofi, Il Grande Dittatore (in onda il 15/10/2014)
- Guido Samarani, La Lunga Marcia di Mao (in onda il 16/10/2014)
- Marcella Emiliani, Il Presidente egiziano Sadat (in onda il 17/10/2014)
- Franco Buffoni, Mario Luzi (in onda il 20/10/2014)
- Marco Del Bene, La nascita dei kamikaze durante la seconda guerra mondiale (in onda il 21/10/2014)
- Camilla Miglio, Paul Celan (in onda il 22/10/2014)
- Valeria Della Valle, Quintino Sella (in onda il 23/10/2014)
- Sofia Gnoli, Christian Dior (in onda il 24/10/2014)
- Franco Buffoni, Dylan Thomas (in onda il 27/10/2014)
- Giorgio Manzi, L'Homo Floresiensis (in onda il 28/10/2014)
- Vittorio Marchis, L'invenzione della penna a sfera (in onda il 29/10/2014)
- Stefano De Matteis, L'antropologia di Clifford Geertz (in onda il 30/10/2014)
- Giulio Baffi, Eduardo De Filippo (in onda il 31/10/2014)

### Novembre
- Bruno Maida, Il maestro Manzi (in onda il 03/11/2014)
- Marco Gisotti, L'alluvione di Firenze (in onda il 04/11/2014)
- Andrea Angiolino, Monopoly (in onda il 05/11/2014)
- Marcella Emiliani, La marcia verde (in onda il 06/11/2014)
- Igor Sibaldi, La morte di Tolstoj (in onda il 07/11/2014)
- Gian Luca Favetto, La spedizione di Stanley alla ricerca di David Livingstone (in onda il 10/11/2014)
- Emilio Gentile, L'armistizio di Compiegne (in onda il 11/11/2014)
- Costantino D'Orazio, Giulio Carlo Argan (in onda il 12/11/2014)
- Mimmo Franzinelli, Il discorso di Carlo Rosselli a Radio Barcellona (in onda il 13/11/2014)
- Maricla Boggio, Orazio Costa (in onda il 14/11/2014)
- Rigas Raftopoulos, La protesta degli studenti di Atene contro la giunta militare (in onda il 17/11/2014)
- Guido Di Palma, Michele Galdieri (in onda il 18/11/2014)
- Giuliano Montaldo, Gillo Pontecorvo (in onda il 19/11/2014)
- Costantino D'Orazio, Giorgio De Chirico (in onda il 20/11/2014)
- Massimo Raffaeli, Il discorso di Giovanni Pascoli al teatro di Barga (in onda il 21/11/2014)
- Daniela Marcheschi, Collodi (in onda il 24/11/2014)
- Virginia Sica, Yukio Mishima (in onda il 25/11/2014)
- Gabriella Bosco, Eugene Ionesco (in onda il 26/11/2014)
- Roberto Silvestri, Bruce Lee (in onda il 27/11/2014)
- Errico Buonanno, Friedrich Engels (in onda il 28/11/2014)

### Dicembre
- Massimo Raffaeli, Giacomo Debenedetti (in onda il 01/12/2014)
- Daria Galateria, Romain Gary alias Emile Ajar (in onda il 03/12/2014)
- Alessandro Leogrande, Socrates (in onda il 04/12/2014)
- Luca Raffaelli, Walt Disney (in onda il 05/12/2014)
- Daniele Menozzi, Don Bosco (in onda il 08/12/2014)
- Marcella Emiliani, La prima Intifada (in onda il 09/12/2014)
- Telmo Pievani, Albert Schweitzer (in onda il 10/12/2014)
- Paolo Prato, Gli Abba (in onda il 11/12/2014)
- Gian Luca Favetto, La Tour Eiffel (in onda il 15/12/2014)
- Massimo Raffaeli, Pier Vittorio Tondelli (in onda il 16/12/2014)
- Marcello Flores, Rasputin (in onda il 17/12/2014)
- Costantino D'Orazio, Antonio Ligabue (in onda il 18/12/2014)
- Bruno Maida, Il comitato per la salvezza dei bambini (in onda il 19/12/2014)
- Luca Falciola, Ceaușescu (in onda il 22/12/2014)
- Valeria Della Valle, Le parole proibite del fascismo (in onda il 23/12/2014)
- Gianfranco Capitta, Harold Pinter (in onda il 24/12/2014)
- Paolo Prato, La storia di White Christmas (in onda il 25/12/2014)
- Giovanni Maria Bellu, La strage di Portopalo (in onda il 26/12/2014)
- Daria Galateria, Madame De Pompadour (in onda il 29/12/2014)
- Francesco Fiorentino, Heiner Muller (in onda il 30/12/2014)
- Peppino Ortoleva, Lo Specchio segreto di Nanni Loy (in onda il 31/12/2014)

## 2015

### Gennaio
- Stefano Feltri, La Banca d'Italia (in onda il 01/01/2015)
- Gianenrico Rusconi, Marlene Dietrich (in onda il 02/01/2015)
- Fausto Malcovati, Kostantin Stanislavskij (in onda il 05/01/2015)
- Bruno Maida, Maria Montessori (in onda il 06/01/2015)
- Luca Raffaelli, La nascita del fumetto d'avventura (in onda il 07/01/2015)
- Andrea Angiolino, La storia degli scacchi (in onda il 08/01/2015)
- Lorenzo Bertucelli, L'eccidio delle Fonderie Riunite di Modena (in onda il 09/01/2015)
- Telmo Pievani, La clonazione umana (in onda il 12/01/2015)
- Giuseppe Parlato, La Linea Maginot (in onda il 13/01/2015)
- Mario Isnenghi, Felice Orsini (in onda il 14/01/2015)
- Gino Roncaglia, Wikipedia (in onda il 15/01/2015)
- Danilo Di Termini, Il Cavern Club (in onda il 16/01/2015)
- Flaminio Gualdoni, Paul Cezanne (in onda il 19/01/2015)
- Angelo Foletto, Claudio Abbado (in onda il 20/01/2015)
- Massimo De Giuseppe, Il viaggio a Cuba di Papa Wojtyla (in onda il 21/01/2015)
- Massimo Raffaeli, Giorgio Caproni (in onda il 22/01/2015)
- Andrea Angiolino, Il cruciverba (in onda il 23/01/2015)
- Renata Scognamiglio, Il Fantasma dell'Opera (in onda il 26/01/2015)
- Giuseppe Parlato, Le prime elezioni dell'Italia unita (in onda il 27/01/2015)
- Marcello Carlino, Dino Buzzati (in onda il 28/01/2015)
- Giovanni Bianconi, L'omicidio del giudice Alessandrini (in onda il 29/01/2015)
- Fausto Malcovati, Tre sorelle di Anton Cechov (in onda il 30/01/2015)

### Febbraio
- Gian Luca Favetto, La vera storia di Robinson Crusoe (in onda il 02/02/2015)
- Francesca Biancani, Oum Kalthoum (in onda il 03/02/2015)
- Massimo Raffaeli, Jacques Prevert (in onda il 04/02/2015)
- Andrea Angiolino, L'invenzione del Trivial Pursuit (in onda il 05/02/2015)
- Flaminio Gualdoni, Piero Manzoni (in onda il 06/02/2015)
- Mario Isnenghi, La Repubblica Romana (in onda il 09/02/2015)
- Giovanni Bianconi, Il maxiprocesso di Palermo (in onda il 10/02/2015)
- Ada Gigli, La minigonna (in onda il 11/02/2015)
- Emiliano Morreale, Jean Renoir (in onda il 12/02/2015)
- Marcello Flores, Il bombardamento di Dresda (in onda il 13/02/2015)
- Marco Gisotti, Il protocollo di Kyoto (in onda il 16/02/2015)
- Emiliano Morreale, C'era una volta in America (in onda il 17/02/2015)
- Andrea Angiolino, I soldatini Atlantic (in onda il 18/02/2015)
- Flaminio Gualdoni, Lucio Fontana (in onda il 19/02/2015)
- Alessandro Leogrande, La caduta del comunismo in Albania (in onda il 20/02/2015)
- Marcello Flores, Il tentato colpo di Stato di Tejero in Spagna (in onda il 23/02/2015)
- Paola Di Biagi, Il piano Ina-Casa (in onda il 24/02/2015)
- Salvatore Silvano Nigro, Enzo Sellerio (in onda il 25/02/2015)
- Umberto Galimberti, Karl Jaspers (in onda il 26/02/2015)
- Giuseppe Berta, Adriano Olivetti (in onda il 27/02/2015)

### Marzo
- Francesco Tiradritti, Giovanni Battista Belzoni (in onda il 02/03/2015)
- Marco Ansaldo, L'abolizione del Califfato in Turchia (in onda il 03/03/2015)
- Antonella Ottai, Antonin Artaud (in onda il 04/03/2015)
- Paolo Prato, John Belushi (in onda il 05/03/2015)
- Oliviero Ponte Di Pino, Le marionette della Compagnia Colla (in onda il 06/03/2015)
- Andrea Angiolino, Barbie (in onda il 09/03/2015)
- Massimo Raffaeli, Boris Vian (in onda il 10/03/2015)
- Silvano Tagliagambe, La scoperta della Penicillina (in onda il 11/03/2015)
- Umberto Gentiloni, La dottrina Truman (in onda il 12/03/2015)
- Maria Ferretti, Il processo a Bucharin (in onda il 13/03/2015)
- Costantino D'Orazio, Constantin Brancusi (in onda il 16/03/2015)
- Emilio Franzina, Il naufragio del piroscafo Utopia (in onda il 17/03/2015)
- Anna Chiarloni, Christa Wolf (in onda il 18/03/2015)
- Massimo Raffaeli, Antonio Giuseppe Borgese (in onda il 19/03/2015)
- Sara Antonelli, La capanna dello Zio Tom (in onda il 20/03/2015)
- Dario Tomasi, Akira Kurosawa (in onda il 23/03/2015)
- Patrizia Giancotti, L'occupazione dell'ex manicomio femminile di Torino (in onda il 24/03/2015)
- Mario Isnenghi, Silvio Pellico (in onda il 25/03/2015)
- Gian Luca Favetto, La prima edizione della Mille Miglia (in onda il 26/03/2015)
- Goffredo Fofi, Marlon Brando (in onda il 27/03/2015)
- Daria Galateria, Jean Giono (in onda il 30/03/2015)
- Roberto Deidier, Dario Bellezza (in onda il 31/03/2015)

### Aprile
- Paolo Prato, Scott Joplin (in onda il 01/04/2015)
- Emanuela Martini, 2001 Odissea Nello Spazio (in onda il 02/04/2015)
- Maurizio Bettelli, Woody Guthrie (in onda il 03/04/2015)
- Alessandra Mauro, Cecil Beaton (in onda il 06/04/2015)
- Nicoletta Dentico, L'OMS (in onda il 07/04/2015)
- Bruno Zanardi, Cesare Brandi (in onda il 08/04/2015)
- Emiliano Morreale, Gian Maria Volonté (in onda il 09/04/2015)
- Alexander Hobel, La direttiva n. 16 di Luigi longo (in onda il 10/04/2015)
- Massimo Recalcati, Jacques Lacan (in onda il 13/04/2015)
- Sara Antonelli, Furore (in onda il 14/04/2015)
- Mirco Dondi, La battaglia di Monticello (in onda il 15/04/2015)
- Dianella Gagliani, I gruppi di difesa della donna contro la guerra (in onda il 16/04/2015)
- Andrea Sangiovanni, Gli scioperi preinsurrezionali (in onda il 17/04/2015)
- Bruno Maida, I bambini di Bullenhuser Damm (in onda il 20/04/2015)
- Alberto Preti, La liberazione di Bologna (in onda il 21/04/2015)
- Alessandro Mariotti, Mircea Eliade (in onda il 22/04/2015)
- Maria Elisabetta Tonizzi, La liberazione di Genova (in onda il 23/04/2015)
- Michele Calandri, L'insurrezione di Cuneo (in onda il 24/04/2015)
- Patrizia Dogliani, La fine di Mussolini (in onda il 27/04/2015)
- Aldo Agosti, La liberazione di Torino (in onda il 28/04/2015)
- Mario Isnenghi, La liberazione di Venezia (in onda il 29/04/2015)
- Raoul Pupo, La liberazione di Trieste (in onda il 30/04/2015)

### Maggio
- Viki Markaki, Alexandros Panagulis (in onda il 01/05/2015)
- Sara Antonelli, La marcia di Birmingham (in onda il 04/05/2015)
- Silvia Calamati, Bobby Sands (in onda il 05/05/2015)
- Emanuela Martini, Orson Welles (in onda il 06/05/2015)
- Mario Isnenghi, I fatti di Milano del 1898 (in onda il 07/05/2015)
- Luciano Viotto, Chet Baker (in onda il 08/05/2015)
- Donatella Bertozzi, Martha Graham (in onda il 11/05/2015)
- Flaminio Gualdoni, Joseph Beuys (in onda il 12/05/2015)
- Massimo Raffaeli, Clemente Rebora (in onda il 13/05/2015)
- Elio Pandolfi, Rita Hayworth (in onda il 14/05/2015)
- Mimmo Franzinelli, La retata contro Giustizia e Libertà (in onda il 15/05/2015)
- Bruno Maida, La nascita della storia dell'infanzia (in onda il 18/05/2015)
- Gianluca Favetto, Leopoldo Fregoli (in onda il 19/05/2015)
- Walter Passerini, Lo Statuto dei Lavoratori (in onda il 20/05/2015)
- Marcella Emiliani, L'assassinio dei Monaci di Tibhirine (in onda il 21/05/2015)
- Carla Peirolero, Don Andrea Gallo (in onda il 22/05/2015)
- Luca Briasco, Raymond Carver (in onda il 25/05/2015)
- Massimo Raffaeli, Lucio Mastronardi (in onda il 26/05/2015)
- Enrico de Angelis, Il Quartetto Cetra (in onda il 27/05/2015)
- Pippo Ciorra, Il Golden Gate Bridge (in onda il 28/05/2015)
- Oliviero Ponte Di Pino, Franca Rame (in onda il 29/05/2015)

### Giugno
- Daria Galateria, I fiori del male (in onda il 01/06/2015)
- Luca Bandirali, Mario Nascimbene (in onda il 02/06/2015)
- Paolo Prato, Enzo Jannacci (in onda il 03/06/2015)
- Alessandro Leogrande, Tommaso Fiore (in onda il 04/06/2015)
- Stefano Feltri, John Maynard Keynes (in onda il 05/06/2015)
- Bruno Maida, La foto-simbolo della Guerra del Vietnam (in onda il 08/06/2015)
- Marco Angius, Franco Donatoni (in onda il 09/06/2015)
- Elena Loewenthal, Saul Bellow (in onda il 10/06/2015)
- Emanuela Martini, E.T. (in onda il 11/06/2015)
- Gian Luca Favetto, Carlo Mollino (in onda il 12/06/2015)
- Massimo Raffaeli, Giovanni Verga (in onda il 15/06/2015)
- Andrea Angiolino, L'ottovolante (in onda il 16/06/2015)
- Cecilia Bello Minciacchi, Luce d'Eramo (in onda il 17/06/2015)
- Flaminio Gualdoni, Giorgio Morandi (in onda il 18/06/2015)
- Sara Antonelli, La festa dell'emancipazione afroamericana (in onda il 19/06/2015)
- Mimmo Franzinelli, L'amnistia Togliatti (in onda il 22/06/2015)
- Emilio Franzina, La prima battaglia dell'Isonzo (in onda il 23/06/2015)
- Patrizia Giancotti, La pizza Margherita (in onda il 24/06/2015)
- Mario Isnenghi, La spedizione di Sapri (in onda il 25/06/2015)
- Marcello Flores, Laurenti Beria (in onda il 26/06/2015)
- Gino Roncaglia, Xanadu (in onda il 29/06/2015)
- Paolo Prato, Il festival di Parco Lambro (in onda il 30/06/2015)

### Luglio
- Sara Antonelli, La battaglia di Gettysburg (in onda il 01/07/2015)
- Mimmo Franzinelli, L'OVRA (in onda il 02/07/2015)
- Telmo Pievani, La rivista Science (in onda il 03/07/2015)
- Simona Colarizi, Il governo Segni (in onda il 06/07/2015)
- Patrizia Giancotti, La Garota de Ipanema (in onda il 07/07/2015)
- Andrea Cortellessa, Tommaso Landolfi (in onda il 08/07/2015)
- Alessandro Leogrande, L'Italsider (in onda il 09/07/2015)
- Luca Raffaelli, Corto Maltese (in onda il 10/07/2015)
- Pino Cacucci, Frida Kahlo (in onda il 13/07/2015)
- Massimo Raffaeli, Leo Ferré (in onda il 14/07/2015)
- Luca De Biase, Twitter (in onda il 15/07/2015)
- Marco Angius, Goffredo Petrassi (in onda il 16/07/2015)
- Simona Colarizi, La Conferenza di Potsdam (in onda il 17/07/2015)
- Alberto Crespi, Sergej Paradzanov (in onda il 20/07/2015)
- Alessandro Leogrande, I fatti del G8 di Genova (in onda il 21/07/2015)
- Guido Conti, Giovannino Guareschi (in onda il 22/07/2015)
- Telmo Pievani, La macchina da scrivere (in onda il 23/07/2015)
- Marco Ansaldo, I giovani turchi (in onda il 24/07/2015)
- Barbara Lanati, Gertrude Stein (in onda il 27/07/2015)
- Flaminio Gualdoni, Marcel Duchamp (in onda il 28/07/2015)
- Guido Di Palma, Petrolini (in onda il 29/07/2015)
- Emiliano Morreale, Michelangelo Antonioni (in onda il 30/07/2015)
- Alfonso Botti, Il movimento indipendentista basco ETA (in onda il 31/07/2015)

### Agosto
- Gianluca Favetto, Il Nautilus (in onda il 03/08/2015)
- Massimiliano Griner, La strage dell'Italicus (in onda il 04/08/2015)
- Anna Foa, Il manifesto della razza (in onda il 05/08/2015)
- Sara Antonelli, Il diritto di voto negli Stati Uniti (in onda il 06/08/2015)
- Gennaro Carotenuto, Simon Bolivar (in onda il 07/08/2015)
- Emanuela Martini, Viale del tramonto (in onda il 10/08/2015)
- Daniela Marcheschi, Enrico Pea (in onda il 11/08/2015)
- Alessandra Mauro, Gabriele Basilico (in onda il 12/08/2015)
- Massimo Orlandi, Gino Girolomoni (in onda il 13/08/2015)
- Gianfranco Capitta, Giorgio Strehler (in onda il 14/08/2015)
- Stefano Catucci, La nascita del Compact Disc (in onda il 17/08/2015)
- Giovanna Rosa, Elsa Morante (in onda il 18/08/2015)
- Gianluca Favetto, La corsa all'oro (in onda il 19/08/2015)
- Guido Samarani, La lega giurata di Sun Yat-Sen (in onda il 20/08/2015)
- Riccardo Giagni, Il Moog Modular (in onda il 21/08/2015)
- Antonio Melis, Jorge Luis Borges (in onda il 24/08/2015)
- Luca Raffaelli, Carl Barks (in onda il 25/08/2015)
- Patrizia Dogliani, La liberazione di Parigi (in onda il 26/08/2015)
- Enrico Morteo, Le Corbusier (in onda il 27/08/2015)
- Raffaele Mantegazza, Bruno Bettelheim (in onda il 28/08/2015)
- Silvio Perrella, Goffredo Parise (in onda il 31/08/2015)

### Settembre
- Bruno Maida, La strage di Beslan (in onda il 01/09/2015)
- Daniela Marcheschi, Anna Banti (in onda il 02/09/2015)
- Gian Luca Favetto, Dorando Pietri (in onda il 03/09/2015)
- Francesco Codello, Ivan Illich (in onda il 04/09/2015)
- Luca Bandirali, Tupac Amaru Shakur (in onda il 07/09/2015)
- Gian Enrico Rusconi, Leni Riefenstahl (in onda il 08/09/2015)
- Flaminio Gualdoni, Henri de Toulouse Lautrec (in onda il 09/09/2015)
- Daria Galateria, Le Canard Enchainé (in onda il 10/09/2015)
- Marco Gisotti, Il WWF (in onda il 11/09/2015)
- Emiliano Morreale, Il Padrino (in onda il 14/09/2015)
- Sara Antonelli, La strage di Birmingham, Alabama (in onda il 15/09/2015)
- Gennaro Carotenuto, La notte delle Matite Spezzate (in onda il 16/09/2015)
- Massimo Raffaeli, Fermo e Lucia (in onda il 17/09/2015)
- Emanuele Giordana, Le prime elezioni parlamentari in Afghanistan (in onda il 18/09/2015)
- Marcella Emiliani, Il Libano (in onda il 21/09/2015)
- Fabrizio Accatino, La serie televisiva Friends (in onda il 22/09/2015)
- Claudio Sessa, John Coltrane (in onda il 23/09/2015)
- Giuseppe Berta, L'azienda giapponese Honda (in onda il 24/09/2015)
- Daniela Marcheschi, Giuseppe Pontiggia (in onda il 25/09/2015)
- Gennaro Carotenuto, Victor Jara (in onda il 28/09/2015)
- Angela Vettese, Roy Lichtenstein (in onda il 29/09/2015)
- Luca Raffaelli, Tex (in onda il 30/09/2015)

### Ottobre
- Gian Luca Favetto, La prima cartolina (in onda il 01/10/2015)
- Massimo Raffaeli, Omar Sivori (in onda il 02/10/2015)
- Gianfranco Capitta, L'Actors Studio (in onda il 05/10/2015)
- Bruno Zanardi, Giovanni Urbani (in onda il 06/10/2015)
- Sara Antonelli, L'Urlo di Ginsberg (in onda il 07/10/2015)
- Barbara Lanati, Edgar Allan Poe (in onda il 08/10/2015)
- Emanuele Giordana, La Repubblica Khmer (in onda il 09/10/2015)
- Paolo Soldini, L'Oktoberfest (in onda il 12/10/2015)
- Piero Bianucci, Il meridiano di Greenwich (in onda il 13/10/2015)
- Emiliano Morreale, L'Ultimo Tango a Parigi (in onda il 14/10/2015)
- Renata Scognamiglio, Cole Porter (in onda il 15/10/2015)
- Guido Barbieri, Gli artisti del Ghetto di Terezin (in onda il 16/10/2015)
- Alessandro Leogrande, Aldo Capitini (in onda il 19/10/2015)
- Daria Galateria, Arthur Rimbaud (in onda il 20/10/2015)
- Vittorio Marchis, L'invenzione della lampadina (in onda il 21/10/2015)
- Telmo Pievani, Timothy Leary (in onda il 22/10/2015)
- Mariarosa Rossitto, Gianni Rodari (in onda il 23/10/2015)
- Mario Isnenghi, L'incontro di Teano (in onda il 26/10/2015)
- Alessandro Leogrande, L'incendio del Teatro Petruzzelli (in onda il 27/10/2015)
- Simona Colarizi, Il giorno del "no" in Grecia (in onda il 28/10/2015)
- Danilo Chirico, L'eccidio di Melissa (in onda il 29/10/2015)
- Patrizia Dogliani, Luigi Einaudi (in onda il 30/10/2015)

### Novembre
- Marco Belpoliti, Pier Paolo Pasolini (in onda il 02/11/2015)
- Guido Samarani, La guerra dell'oppio (in onda il 03/11/2015)
- Emilio Franzina, Il milite ignoto (in onda il 04/11/2015)
- Massimo Raffaeli, Robert Brasillach (in onda il 05/11/2015)
- Telmo Pievani, Cesare Lombroso (in onda il 06/11/2015)
- Roberto Morozzo della Rocca, Il ponte di Mostar (in onda il 09/11/2015)
- Elena Loewenthal, Philip Roth (in onda il 10/11/2015)
- Patrizia Dogliani, La fine della prima guerra mondiale (in onda il 11/11/2015)
- Helmut Failoni, Georges Moustaki (in onda il 12/11/2015)
- Renata Scognamiglio, Billy Elliot (in onda il 13/11/2015)
- Giovanni Vacca, Enrico Caruso (in onda il 16/11/2015)
- Marcella Emiliani, L'inaugurazione del Canale di Suez (in onda il 17/11/2015)
- Gian Luca Favetto, Calvin & Hobbes (in onda il 18/11/2015)
- Antonio Chiavistelli, Firenze Capitale (in onda il 19/11/2015)
- Alfonso Botti, Il Generale Franco (in onda il 20/11/2015)
- Fabrizio Accatino, Il Doctor Who (in onda il 23/11/2015)
- Paola Soriga, Carla Capponi (in onda il 24/11/2015)
- Giulio Peruzzi, La teoria della relatività (in onda il 25/11/2015)
- Daniela Marcheschi, Pippi Calzelunghe (in onda il 26/11/2015)
- Marco Ansaldo, Il PKK (in onda il 27/11/2015)
- Massimiliano Griner, L'Achille Lauro (in onda il 30/11/2015)

### Dicembre
- Michele Colucci, Il rapporto Beveridge (in onda il 01/12/2015)
- Giulio Peruzzi, La pila di Fermi (in onda il 02/12/2015)
- Flaminio Gualdoni, Amedeo Modigliani (in onda il 03/12/2015)
- Paolo Bertella Farnetti, Il movimento delle Pantere Nere (in onda il 04/12/2015)
- Paola Splendore, Doris Lessing (in onda il 07/12/2015)
- Alberto Melloni, Il Concilio Vaticano II (in onda il 08/12/2015)
- Donatella Bertozzi, Joseph Pilates (in onda il 09/12/2015)
- Massimo Raffaeli, Serge Gainsbourg (in onda il 10/12/2015)
- Gian Luca Favetto, Joe DiMaggio (in onda il 11/12/2015)
- Marino Freschi, Winfried Georg Sebald (in onda il 14/12/2015)
- Stefano Feltri, Christopher Hitchens (in onda il 15/12/2015)
- Paolo Soldini, I prigionieri di guerra dell'Asinara (in onda il 16/12/2015)
- Luigi Spinola, Le Monde (in onda il 18/12/2015)
- Daniela Marcheschi, Henrik Ibsen (in onda il 21/12/2015)
- Costantino D'Orazio, Jean-Michel Basquiat (in onda il 22/12/2015)
- Silvio Perrella, Giuseppe Tomasi di Lampedusa (in onda il 23/12/2015)
- Claudio Tognonato, Bariona di J.P. Sartre (in onda il 24/12/2015)
- Gian Luca Favetto, Il Canto Di Natale (in onda il 25/12/2015)
- Mimmo Franzinelli, I sette fratelli Cervi (in onda il 28/12/2015)
- Daniele Fiorentino, Il massacro di Wounded Knee (in onda il 29/12/2015)
- Piero Bianucci, Le galassie di Hubble (in onda il 30/12/2015)
- Flaminio Gualdoni, Henri Matisse (in onda il 31/12/2015)

## 2016

### Gennaio
- Sara Antonelli, Ellis island (in onda il 01/01/2016)
- Silvio Perrella, Achille Campanile (in onda il 04/01/2016)
- Marco Gisotti, Il bioparco di Roma (in onda il 05/01/2016)
- Helmut Failoni, Dizzy Gillespie (in onda il 06/01/2016)
- Luca Raffaelli, George Wolinski (in onda il 07/01/2016)
- Angela Vettese, Mimmo Rotella (in onda il 08/01/2016)
- Marco Belpoliti, Alberto Giacometti (in onda il 11/01/2016)
- Gian Luca Favetto, Agatha Christie (in onda il 12/01/2016)
- Giulio Giorello, Topolino (in onda il 13/01/2016)
- Emanuela Martini, Humphrey Bogart (in onda il 14/01/2016)
- Paolo Soldini, La rivolta spartachista (in onda il 15/01/2016)
- Fausto Malcovati, Il teatro Bolchoi (in onda il 18/01/2016)
- Massimo Raffaeli, Piero Ciampi (in onda il 19/01/2016)
- Marco Gisotti, Il tunnel sotto la Manica (in onda il 20/01/2016)
- Francesco Ballo, Georges Melies (in onda il 21/01/2016)
- Alessandro Leogrande, Umberto Zanotti Bianco (in onda il 22/01/2016)
- Franco Buffoni, William Somerset Maugham (in onda il 25/01/2016)
- Emanuela Martini, Paul Newman (in onda il 26/01/2016)
- Angelo Foletto, Giuseppe Verdi (in onda il 27/01/2016)
- Daniele Scaglione, Il disastro del Challenger (in onda il 28/01/2016)
- Sofia Gnoli, Yves Saint Laurent (in onda il 29/01/2016)

### Febbraio
- Costantino D'Orazio, Piet Mondrian (in onda il 01/02/2016)
- Telmo Pievani, La macchina della verità (in onda il 02/02/2016)
- Alessandra Comazzi, Carosello (in onda il 03/02/2016)
- Angelo Foletto, Glenn Miller (in onda il 10/02/2016)
- Andrea Grignolio, Renato Dulbecco (in onda il 22/02/2016)

### Maggio
- Marco Gisotti, Giulio Natta (in onda il 02/05/2016)
- Telmo Pievani, Jacques Monod (in onda il 31/05/2016)

### Giugno
- Eraldo Affinati, Mario Rigoni Stern (in onda il 16/06/2016)

### Novembre
- Il terremoto di Lisbona (in onda il 01/11/2016)
- Daniele Scaglione, I caschi blu (in onda il 07/11/2016)
- Daniele Scaglione, L'UNESCO (in onda il 16/11/2016)

### Dicembre
- Massimo Russo, Telethon (in onda il 07/12/2016)
- Luca De Biase, Il computer personaggio dell'anno 1982 (in onda il 26/12/2016)
- Gian Luca Favetto, Peter Pan (in onda il 27/12/2016)
- Marcello Flores, Arcipelago Gulag (in onda il 28/12/2016)
- Paolo Soldini, Vaclav Havel (in onda il 29/12/2016)
- Stefano Zenni, Il Jazz afrocubano (in onda il 30/12/2016)

## 2017

### Gennaio
- Vittorio Marchis, Il codice Morse (in onda il 11/01/2017)
- Fabio Pagan, Il National Geographic (in onda il 13/01/2017)

### Febbraio
- Telmo Pievani, L'aspirina (in onda il 01/02/2017)
- Giulio Giorello, Bertrand Russel (in onda il 02/02/2017)
- Daniele Scaglione, Carl Friedrich Gauss (in onda il 23/02/2017)

### Maggio
- Pietro Greco, Vito Volterra (in onda il 03/05/2017)

### Giugno
- Maurizio Ridolfi, Le feste della Repubblica (in onda il 02/06/2017)

### Luglio
- Patrizia Giancotti, Alan Lomax (in onda il 19/7/2017)

### Agosto
- Patrizia Giancotti, I bronzi di Riace (in onda il 16/08/2017)

### Novembre
- Valeria Della Valle, Il dizionario Zingarelli (in onda il 17/11/2017)
- Stefano Zenni, Coleman Hawkins (in onda il 21/11/2017)
- Telmo Pievani, Lynn Margulis (in onda il 22/11/2017)
- Telmo Pievani, Alfred Nobel (in onda il 27/11/2017)
- Marcello Flores, Il governo sovietico (in onda il 30/11/2017)

### Dicembre
- Emiliano Morreale, Nostra Signora Dei Turchi (in onda il 01/12/2017)
- Daniele Scaglione, Werner Karl Heisenberg (in onda il 5/12/2017)
- Angelo Foletto, La Royal Opera House (in onda il 7/12/2017)
- Emiliano Morreale, La corazzata Potemkin (in onda il 21/12/2017)
- Guido Crainz, L'approvazione della Costituzione italiana (in onda il 22/12/2017)
- Elena Lazzaretto, La cometa di Halley (in onda il 25/12/2017)
- Marco Gisotti, Dian Fossey (in onda il 26/12/2017)
- Gian Luca Favetto, Il Radio City Music Hall (in onda il 27/12/2017)
- Costantino D'Orazio, Roberto Longhi (in onda il 28/12/2017)
- Riccardo Michelucci, James Gralton (in onda il 29/12/2017)

## 2018

### Gennaio
- Roberto Bertinetti, Frankenstein (in onda il 01/01/2018)
- Roberto Chiesi, Luigi Zampa (in onda il 02/01/2018)
- Maurizio Ferraris, Friedrich Nietzsche (in onda il 03/01/2018)
- Piergiorgio Pescali, L'indipendenza della Birmania (in onda il 04/01/2018)
- Vittorio Marchis, Il traforo del Frejus (in onda il 05/01/2018)
- Luca Gorgolini, I 14 punti di Wilson (in onda il 08/01/2018)
- Paolo Mattera, Anna Kuliscioff (in onda il 09/01/2018)
- Luisa Mattia, Cappuccetto Rosso (in onda il 11/01/2018)
- Gian Luca Favetto, Ferenc Molnar (in onda il 12/01/2018)

### Febbraio
- [da completare]

### Marzo
- Daniela Marcheschi, Karen Blixen (in onda il 17/04/2018)